# María Luisa Elío
María Luisa Elío Bernal (Pamplona, 17 d'agost de 1926 - Coyoacán, Ciutat de Mèxic, 17 de juliol de 2009) va ser una escriptora i actriu espanyola. Després de la derrota republicana en la Guerra civil, la seva família es va exiliar a Mèxic, on va viure la resta de la seva vida. Pertany al grup d'escriptores espanyoles en l'exili.

## Història familiar
María Luisa Elío era la menor de les tres filles de Luis Elío Torres, advocat de família navarresa nascut a Tarragona, i Carmen Bernal López de Lago, mestressa de casa i originària de Mazarrón (Múrcia).
Abans de la Segona República Espanyola i durant part d'ella, el pare va ser jutge municipal i president dels Jurats Mixtos de Treball a Pamplona. El 19 de juliol de 1936 va ser detingut a casa seva, però va poder fugir de la comissaria i viure amagat a Pamplona en diferents localitzacions els tres anys que va durar la Guerra Civil Espanyola. Luis Elío refereix aquest tancament en el seu relat Soledad de ausencia. Entre las sombras de la muerte. A la fi de 1939 el van ajudar a travessar la frontera francesa, assistit per un mugalari. En arribar, ningú l'esperava per a recollir-ho en el lloc acordat, i Luis Elío es va veure forçat a lliurar-se a la policia. Va passar un temps en el camp de concentració de Gurs, fins que va poder reunir-se finalment a París amb la seva família.
La mare i les tres filles, després de la detenció del pare, van intentar escapar a València –on tenien família– fent marrada per França, però van ser detingudes a Elizondo i hi van estar retingudes durant tres mesos. Passat aquest temps van aconseguir travessar la frontera i arribar a València, però la retirada del govern republicà d'aquesta ciutat les va obligar a fugir a Barcelona. En sofrir allí el govern republicà una nova derrota, van travessar la frontera pel pas d'El Pertús en direcció a París.
Durant aquests anys, la família rebria en tres ocasions la falsa notícia de la mort del pare. El 1940 es van poder reunir a la fi amb ell a París, i el 16 de febrer d'aquest mateix any van salpar junts des de Le Havre rumb a Mèxic, a bord del vaixell De Grasse.

### Exili i vida cultural a Mèxic
El 19 de març de 1940, quan ella tenia tretze anys, van arribar a Mèxic. Els esperava una petita casa a la colònia del Valle gràcies a la gestió d'Indalecio Prieto. L'amic de la família, al mateix temps, estaria posant-los en una situació extremadament delicada: en aquesta casa es va amagar part del tresor del Vita, i els Elío van servir com a tapadora per a ocultar les activitats que es duien a terme en l'habitatge. El secretisme amb el qual van haver de viure els primers anys va limitar les relacions de la família amb altres famílies d'exiliats.
Els pares es van separar el 1941. El pare anà a Acapulco i les filles es quedaren amb la mare, que va aconseguir feina a la JARE des de 1941 fins a 1945, col·laborant en l'organització de diferents institucions educatives i ocupant-se de fer arribar a altres famílies d'exiliats nouvinguts a Mèxic les prestacions econòmiques de la Junta.

## Formació
María Luisa estudiaria primer a l'escola Juan Ruiz de Alarcón i el batxillerat a l'acadèmia Hispano-Mexicana, subvencionada per la JARE, que seguia el sistema educatiu de la Institución Libre de Enseñanza.
També estudiaria teatre a l'acadèmia del reconegut director japonès Seki Sano, refugiat de la Segona Guerra Mundial. Versat en les teories de Stanislavski i Meyerhold, Sano va crear el teatre mexicà modern.

## Actriu i escriptora
Amb el temps María Luisa Elío va entrar a formar part, com a actriu, del grup experimental avantguardista "Poesia en veu alta", que comptava entre els seus integrants o col·laboradors amb Octavio Paz, Juan José Arreola, Leonora Carrington i Juan Soriano.
En els anys cinquanta va col·laborar en diverses pel·lícules d'època i va publicar contes en mitjans periodístics com el suplement Mèxico en la Cultura, del diari Novedades i la Revista de la Universidad. També va fer lectures dels seus contes ("De les senyores", "De la por i del record") a l'Ateneo Español de Mèxic.
En 1954 es va casar amb un altre fill d'exiliats, José Miguel García Ascot (Jomí), director de cinema i escriptor, membre del grup mexicà Nou cinema. I va participar activament en la vida cultural de Mèxic. A més d'amb els seus companys d'exili i generació —en particular Ramón Xirau, Emilio García Riera i José de la Colina—, van tenir relació amb Carlos Fuentes, Juan Rulfo, Juan García Ponce, Salvador Elizondo i, més tard, amb la pintora Susana Noriega, entre d'altres.
Elío va formar part de la gènesi del Moviment espanyol de 1959, la resposta antifranquista de la segona generació d'exiliats a Mèxic. Però aquest mateix any la parella es va traslladar a Cuba, després que al seu marit li oferissin feina a l'Institut Cubà d'Art i Indústria Cinematogràfica. Durant el seu any a Cuba va conviure amb Alejo Carpentier, Julián Orbón, Cintio Vitier, Fina García Marruz, Lezama Lima, Ángel Gaztelu i tots els col·laboradors de la revista Orígenes. Va mantenir també una profunda amistat amb el poeta espanyol de la Generació del 27 Emilio Prados, amb el cubà Eliseo Diego i amb el colombià Álvaro Mutis.
Allí escriuria Elío el primer esborrany de la pel·lícula En el balcón vacío. El guió veuria la llum el 1961, quan ja havien tornat a Mèxic. Elío, a més d'autora, va ser coprotagonista de la pel·lícula, dirigida pel seu marit. En l'adaptació del text va col·laborar també Emilio García Riera. Es tracta d'una proposta de cinema independent de molt baix pressupost, gravada en una cinta de 16 mm, en la qual es narra l'experiència de la guerra civil i de l'exili des del punt de vista d'una nena. Els actors que apareixen a la pel·lícula eren amics que pertanyien, com ells mateixos, a la segona generació d'espanyols exiliats a Mèxic. És l'única pel·lícula sobre l'exili republicà espanyol produïda íntegrament pels mateixos exiliats. S'hi inclouen, a més, imatges inèdites de l'exili. Va rebre el premi Fipresci de la Crítica del Festival Internacional de Cinema de Locarno en la seva setzena edició i el Giano de Oro del Festival Internacional de Cinema independent de Sestri-Levante.

## Cien años de soledad
A Mèxic van entaular amistat amb García Márquez, que els va dedicar Cent anys de solitud, i dels quals diu:
María Luisa Elío, amb els seus vertígens clarividents, i Jomí García Ascot, el seu marit, paralitzat pel seu estupor poètic, escoltaven els meus relats improvisats com a senyals xifrats de la Divina Provisió. Així que mai vaig tenir dubtes, des de les seves primeres visites, per a dedicar-los el llibre.
Va ser a mitjan 1965 quan García Márquez va començar a reunir a casa seva alguns dels seus amics més pròxims per a parlar sobre en què rumiava des de feia gairebé 20 anys. Explica el seu biògraf Dasso Saldívar a García Márquez. El viaje a la semilla, la biografía: Entre els oïdors de l'escriptor d'Aracataca n'hi havia un d'insaciable, l'espanyola María Luisa Elío, que va aconseguir que ell li expliqués durant tres o quatre hores la novel·la completa. Quan l'escriptor li va referir la història del capellà que levita, la seva oient va sortir de l'encantament i li va llançar la primera pregunta d'incredulitat:
—Però, levita de debò, Gabriel?
Llavors ell li va donar una explicació encara més fantàstica:
—Tingues en compte que no estava prenent te, sinó xocolata a l'espanyola.
En veure la seva oïdora subjugada, li va preguntar si li agradava la novel·la, i María Luisa simplement li va contestar:
—Si escrius això, serà una bogeria, una meravellosa bogeria.
—Perquè és teva —li va dir ell.

## Retorn a Pamplona
Encara que va viatjar a Europa en ocasions anteriors, Elío s'havia promès no tornar a la seva ciutat natal mentre visqués el seu pare. El 1970, després que don Luís hagués mort el 1968, i ja separada del seu marit, visità Pamplona en companyia del seu fill Diego, de sis o set anys, per primera vegada des de la seva partida el 1936.

Però la ciutat que havia enyorat durant tants anys ja no era la mateixa, i ella tampoc. El retorn suposà per a ella una gran decepció –tal com havia imaginat quan va escriure En el balcón vacío–, i per això decidí escurçar el temps de la visita. A Tiempo de llorar (1988) narra l'experiència d'aquest viatge i reflexiona sobre la impossibilitat del retornː 
"Era morta, perquè jo era un jo sense res. M'havien tret el passat. Ara em treien el record del passat, del qual jo feia el present, i sense tenir-ne cap dels dos m'era impossible pensar en el futur”.
Després d'aquest primer viatge tornaria diverses vegades a Espanya i a Pamplona –en una ocasió, acompanyada de les seves germanes– i publicaria Cuaderno de apuntes en carne viva (1995), obra en la qual continua el camí que va iniciar a Tiempo de llorar. Totes dues obres van ser publicades per primera vegada a Mèxic a Ediciones El Equilibrista, una editorial fundada pel seu fill Diego García Elío.
Als anys vuitanta va treballar al Museu de Belles Arts com a coordinadora d'exposicions i després, com a productora i directora de programes culturals a Televisa.

## Estil i temàtica
L'escriptura de María Luisa Elío es caracteritza pel seu caràcter autobiogràfic i intimista. L'experiència de l'exili i la cerca de la identitat pròpia després del desarrelament són la seva principal font d'inspiració i l'eix vertebrador de tota la seva obra.
A causa de l'edat primerenca amb la qual Elío va abandonar Espanya al costat de la seva família, la infantesa ocupa també un lloc central en les seves obres. L'autora reflexiona entorn de la infància; una infància mitificada i entesa com l'estadi vital en el qual encara no es té desenvolupada la concepció del pas del temps. Quan apareix la nostàlgia i la necessitat de recordar el que s'ha perdut, la infància acaba. També són recurrents en les seves pàgines les consideracions entorn de la naturalesa del record, i el paper de la memòria com a font de creació artística i via de reconstrucció de la realitat individual.
La pàtria perduda es concep com a lloc perdut en el temps més que com a espai geogràfic. En la seva obra, Espanya és un lloc al qual és impossible tornar, ja que l'Espanya que s'enyora només existeix en la memòria. A la culminació del desig del retorn segueixen la decepció i el sofriment. Així ho descriu a Tiempo de llorar, novel·la que va començar a escriure un dia abans de partir en el seu primer viatge a Pamplona el 1970; però també a En el balcón vacío, escrita anys abans que aquest retorn es fes realitat.
Es tracta d'una literatura experimental de gran diversitat textual, que comparteix trets de la novel·la i la prosa poètica, la qual cosa fa que no resulti senzill adscriure les seves obres a un gènere concret. En la major part, les obres d'Elío no van ser escrites amb la intenció de ser publicades. Voz de nadie, obra que culmina el cicle iniciat a Tiempo de llorar, va ser publicada pòstumament pel seu fill Diego.
Hi destaquen els nombrosos salts de la veu narrativa, com a mirall de la dissociació. Hi abunda l'ús del monòleg interior, la qual cosa l'acosta al subgènere del diari íntim. Però a vegades aquesta veu en primera persona es desdobla en una tercera persona que es contempla a si mateixa des de fora.
En la seva pel·lícula En el balcón vacío aquests trets característics de l'autoficción i la literatura del jo es mantenen gràcies a una veu en off –la veu de la mateixa Elío– que narra la història, i a través de la qual s'expressen els sentiments de la protagonista.

## Obra publicada

### Narrativa
- Tiempo de llorar (Ediciones El Equilibrista, 1988, Mèxic)
- Cuaderno de apuntes en carne viva (Ediciones El Equilibrista, 1995, Mèxic)
- Tiempo de llorar y otros relatos (Editorial Turner, 2002, Espanya; exhaurida i publicada de nou el 2022 a la Universitat Nacional Autònoma de Mèxic)
- Voz de nadie (Ediciones El Equilibrista 2017, Mèxic)
- Tiempo de llorar. Obra reunida (Editorial Renacimiento, 2021, Espanya)

### Guió cinematogràfic
- En el balcón vacío (1961)

## Recuperació, reconeixement i memòria
- El 1999 va tenir lloc la primera projecció de En el balcón vacío a Espanya, amb motiu d'unes jornades dedicades al tema de l'exili celebrades a Alcalá de Henares.
- El 14 de febrer de 2007 li va ser concedida la Condecoració de l'Orde d'Isabel la Catòlica.
- En la labor de recuperació de la seva obra, resulta fonamental la biografia d'Eduardo Mateo Gambarte: María Luisa Elío Bernal. La vida como nostalgia i exilio, editada el 2009 per la Universitat de la Rioja. Mateo Gambarte és el seu principal biògraf i difusor cultural; així com la recent publicació en 2021 de la seva obra reunida a l'Editorial Renacimiento, en la qual s'inclou, a més, el guió cinematogràfic de En el balcón vacío.
- La biblioteca pública de Barañain, on va viure la seva infància, s'anomena, des de l'abril de 2018, Maria Luísa Elio.[10][11]